# تزي الحجاج (الاحلاف وإداوليين)
تزي الحجاج هو دُوَّار يقع بجماعة بيڭودين، إقليم تارودانت، جهة سوس ماسة في المملكة المغربية. ينتمي الدوّار لمشيخة الاحلاف وإداوليين التي تضم 28 دوار. يقدر عدد سكانه بـ 184 نسمة حسب الإحصاء الرسمي للسكان والسكنى لسنة 2004.

## روابط خارجية
- البوابة الوطنية للجماعات الترابية نسخة محفوظة 12 مارس 2018 على موقع واي باك مشين.
- المندوبية السامية للتخطيط